# Cullen (Regno Unito)

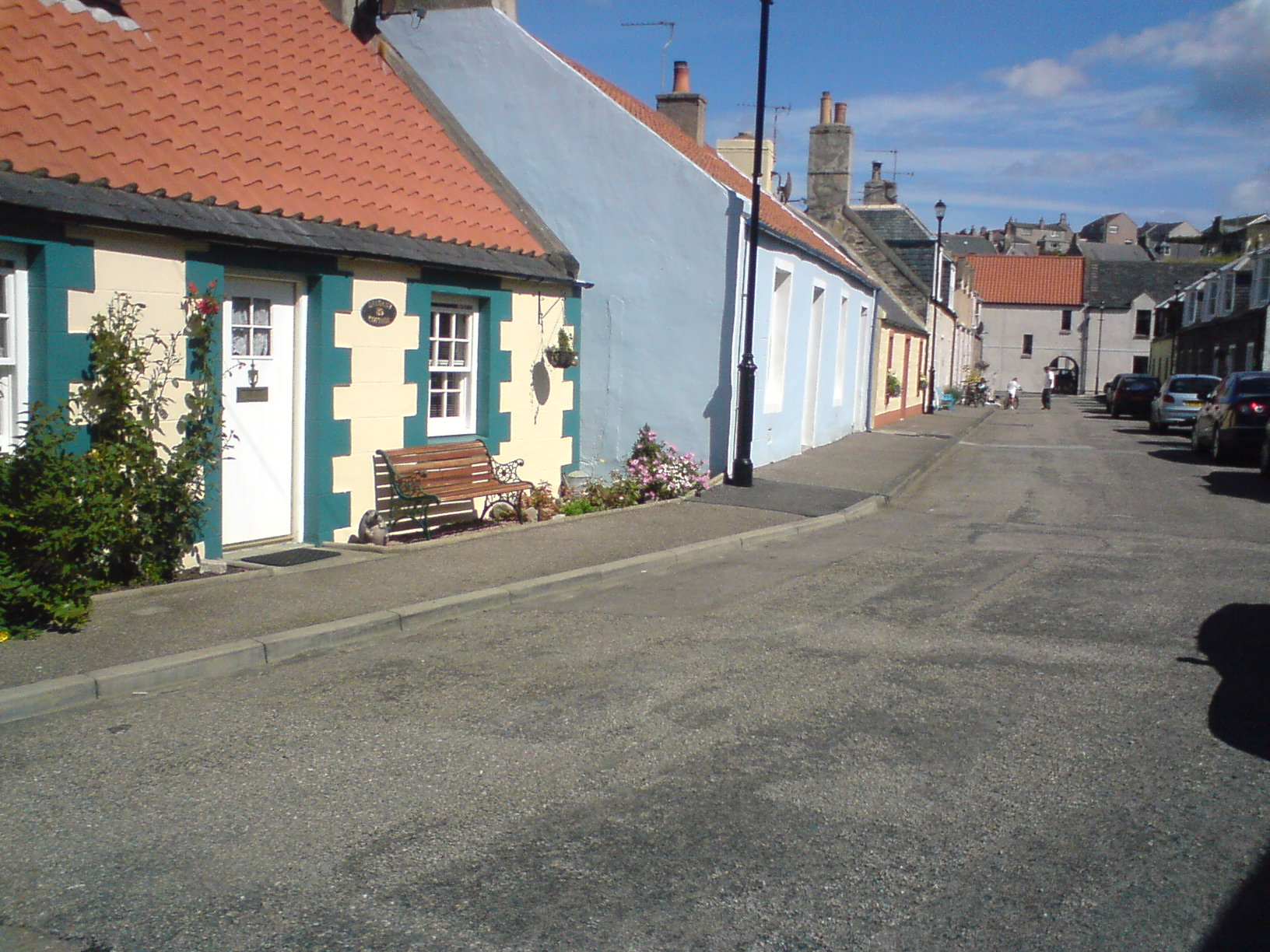
Edifici di Cullen

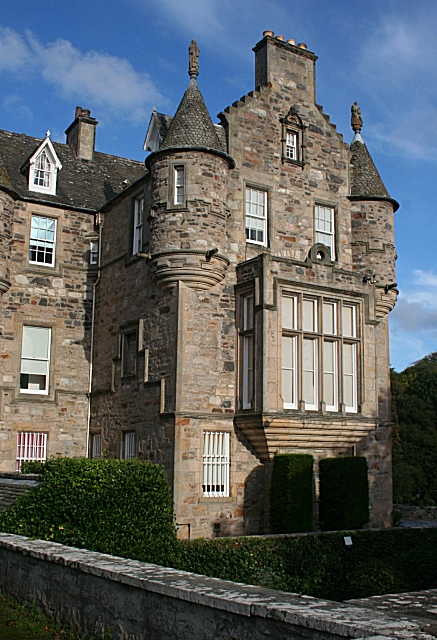
La Cullen House

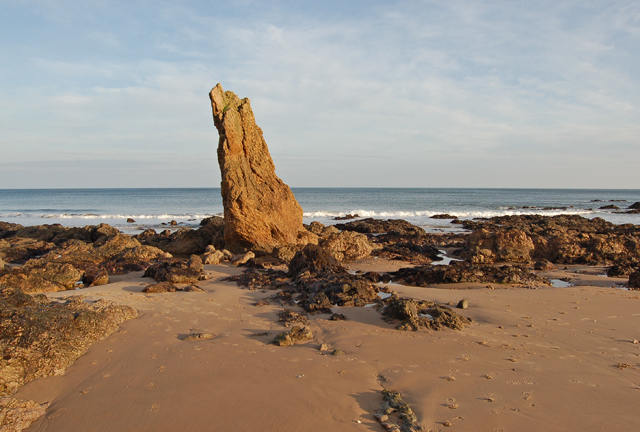
Spiaggia di Cullen

Cullen (Inbhir Cuilinn in gaelico scozzese) è una località (anticamente un burgh) sul Mare del Nord della Scozia nord-orientale, facente parte dell'area di consiglio del Moray (contea tradizionale: Banffshire). Conta una popolazione di circa 1.400-1.500 abitanti.

## Geografia fisica
Cullen si trova a pochi chilometri a nord/nord-ovest di Fordyoe, tra le località di Buckie e Portsoy (rispettivamente ad est/nord-est della prima e ad ovest della seconda).

## Storia
Le origini di Cullen risalgono al 1189. A fondare il villaggio fu Guglielmo il Leone.
In origine, la località si trovava ad un miglio dalla costa sul Mare del Nord: questa parte della città è menzionata nelle mappe come "Old Cullen".
Nel secolo successivo, segnatamente nel 1236, fu fondata a Cullen una chiesa.
Il 6 marzo del 1455, Giacomo II concesse a Cullen lo status di royal burgh.
La località iniziò a svilupparsi economicamente nel corso del XVIII secolo grazie all'industria tessile, industria che divenne particolarmente fiorente nel secolo successivo.

## Monumenti e luoghi d'interesse

### Architetture religiose

#### Cullen Old Kirk
Principale edificio religioso di Cullen è la Cullen Old Kirk: conosciuta anche come Chiesa di Santa Maria di Cullen, è menzionata già nel 1236 ed ampliata nel 1539 ad opera di John Duff di Moldovet.
In questo luogo, che fa parte delle 38 chiese collegiali della Scozia, fu sepolta nel 1327 la regina Elisabetta de Burgh, seconda moglie di Robert de Bruce.

### Architetture militari

#### Castello di Cullen
Altro luogo d'interesse è rappresentato dalle rovine del castello di Cullen, il luogo dove morì Elizabeth de Burgh.

### Architetture civili

#### Cullen House
Altro edificio d'interesse è la Cullen House, costruita nel 1543 al posto del Findlater Castle(la sede dei conti di Scozia) e rimodellata nel XVII secolo, nel 1711 e nel 1858.

## Società

### Evoluzione demografica
Nel 2016, la popolazione stimata di Cullen era pari a 1.430 abitanti, di cui 762 erano donne e 668 erano uomini.
La località ha conosciuto un decremento demografico rispetto al 2011, quando la popolazione censita era pari a 1.480 abitanti. Al censimento del 2001, Cullen contava invece una popolazione pari a 1.440 abitanti.